# Ledru-Rollin (métro de Paris)
Ledru-Rollin est une station de la ligne 8 du métro de Paris, située à la limite des 11e et 12e arrondissements de Paris.

## Situation
La station est implantée à la limite administrative entre le quartier Sainte-Marguerite au nord et le quartier des Quinze-Vingts au sud, à proximité de leurs limites respectives avec le quartier de la Roquette qui les borde par le nord également. Elle se trouve sous la rue du Faubourg-Saint-Antoine, à l'ouest de l'intersection avec l'avenue Ledru-Rollin. Approximativement orientée selon un axe nord-ouest/sud-est, elle s'intercale entre les stations Bastille et Faidherbe - Chaligny.

## Histoire
La station est ouverte le 5 mai 1931 avec la mise en service du troisième prolongement de la ligne 8, depuis le terminus provisoire de Richelieu - Drouot jusqu'à Porte de Charenton.
Elle doit sa dénomination à sa proximité avec l'avenue Ledru-Rollin, laquelle rend hommage à l’avocat et homme politique français Alexandre Auguste Ledru, dit Ledru-Rollin (1807-1874).
La station fait partie des trois points d'arrêt choisis en tant que prototypes du style décoratif « Andreu-Motte » avec Pont-Neuf sur la ligne 7 et Voltaire sur la ligne 9, dont les composants sont testés dès 1974 sur les quais. Elle constitue alors le modèle des stations traitées en bleu foncé, les faïences biseautées d'origine étant maintenues compte tenu de leur bon état de conservation.
Dans le cadre du programme « Renouveau du métro » de la RATP, les couloirs d'accès et la salle de distribution sont rénovés le 28 novembre 2002. Cette modernisation entraine également la disparition du carrelage « Motte » bleu plat sur les tympans et débouchés des couloirs aux extrémités des quais, renouant avec les carreaux blancs biseautés classiques qu'ils possédaient à l'origine.

### Fréquentation
Selon les estimations de la RATP, la station a vu entrer 3 777 270 voyageurs en 2019, ce qui la place à la 130e position des stations de métro pour sa fréquentation. En 2020, avec la crise du Covid-19, son trafic annuel tombe à 1 636 428 voyageurs, la reléguant alors au 156e rang, avant de remonter progressivement en 2021 avec 2 570 283 entrants comptabilisés, ce qui la  classe à la 131e position des stations du réseau pour sa fréquentation cette année-là.

## Services aux voyageurs

### Accès
La station dispose de quatre accès comprenant chacun deux bouches de métro (soit huit au total), toutes constituées d'escaliers fixes à balustrades en fer forgé dans le style Dervaux des années 1930 :
- l'accès no 1 « Avenue Ledru-Rollin », agrémenté d'un mât avec un « M » jaune inscrit dans un cercle, débouchant au droit du no 90 de l'avenue ;
- l'accès no 2 « Rue du Faubourg-Saint-Antoine », orné d'un candélabre Dervaux, se trouvant face au no 100 de cette rue ;
- l'accès no 3 « Rue Traversière », signalé par un mât « M » jaune, se situant au droit du no 87 de l'avenue Ledru-Rollin ;
- l'accès no 4 « Rue de Charonne », doté d'un totem Dervaux, débouchant face aux nos 68 et 70 de la rue du Faubourg-Saint-Antoine, au débouché du passage du Chantier et de la rue de Charonne.

Accès à la station
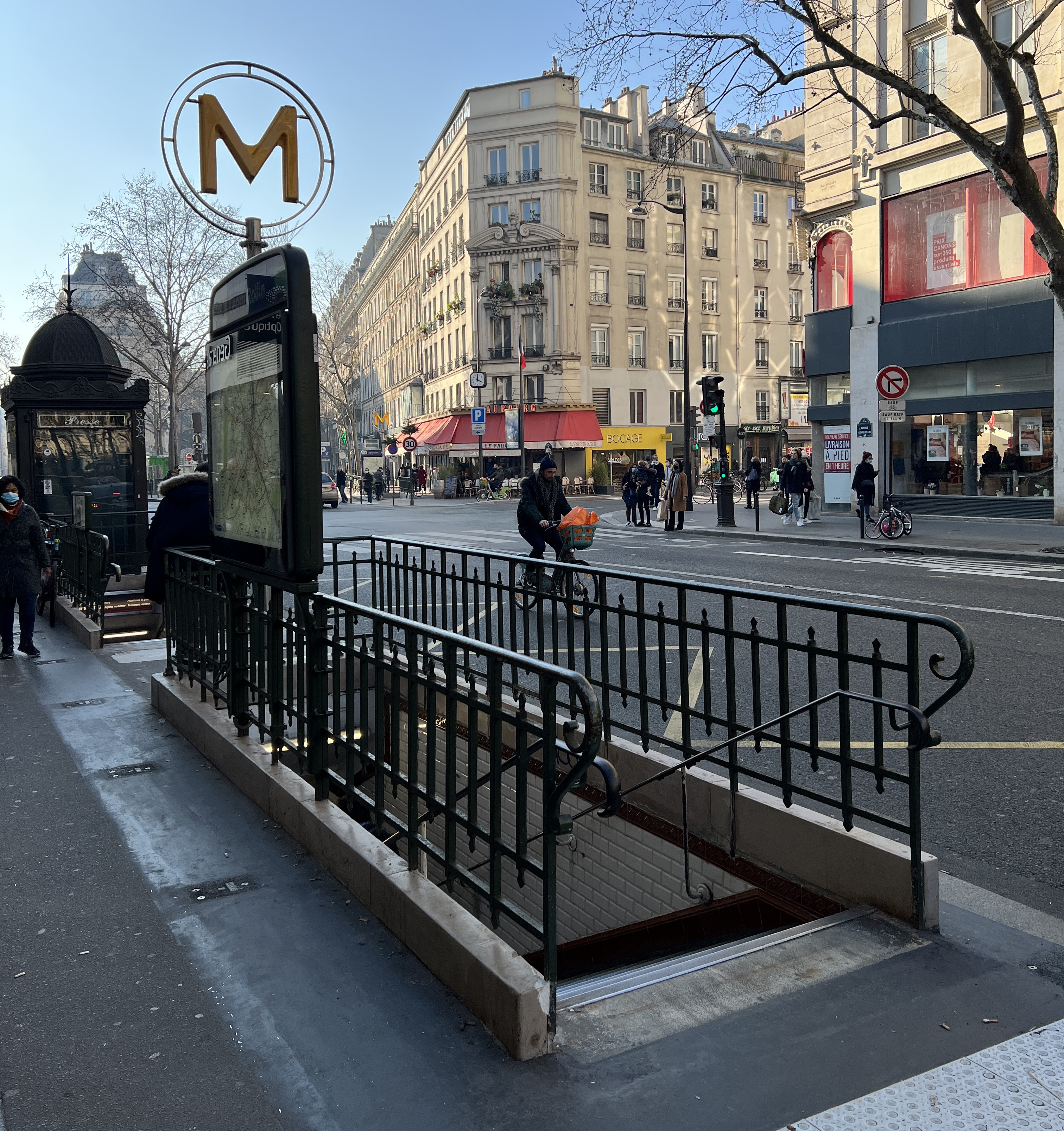
L'accès no 1, « Avenue Ledru-Rollin ».
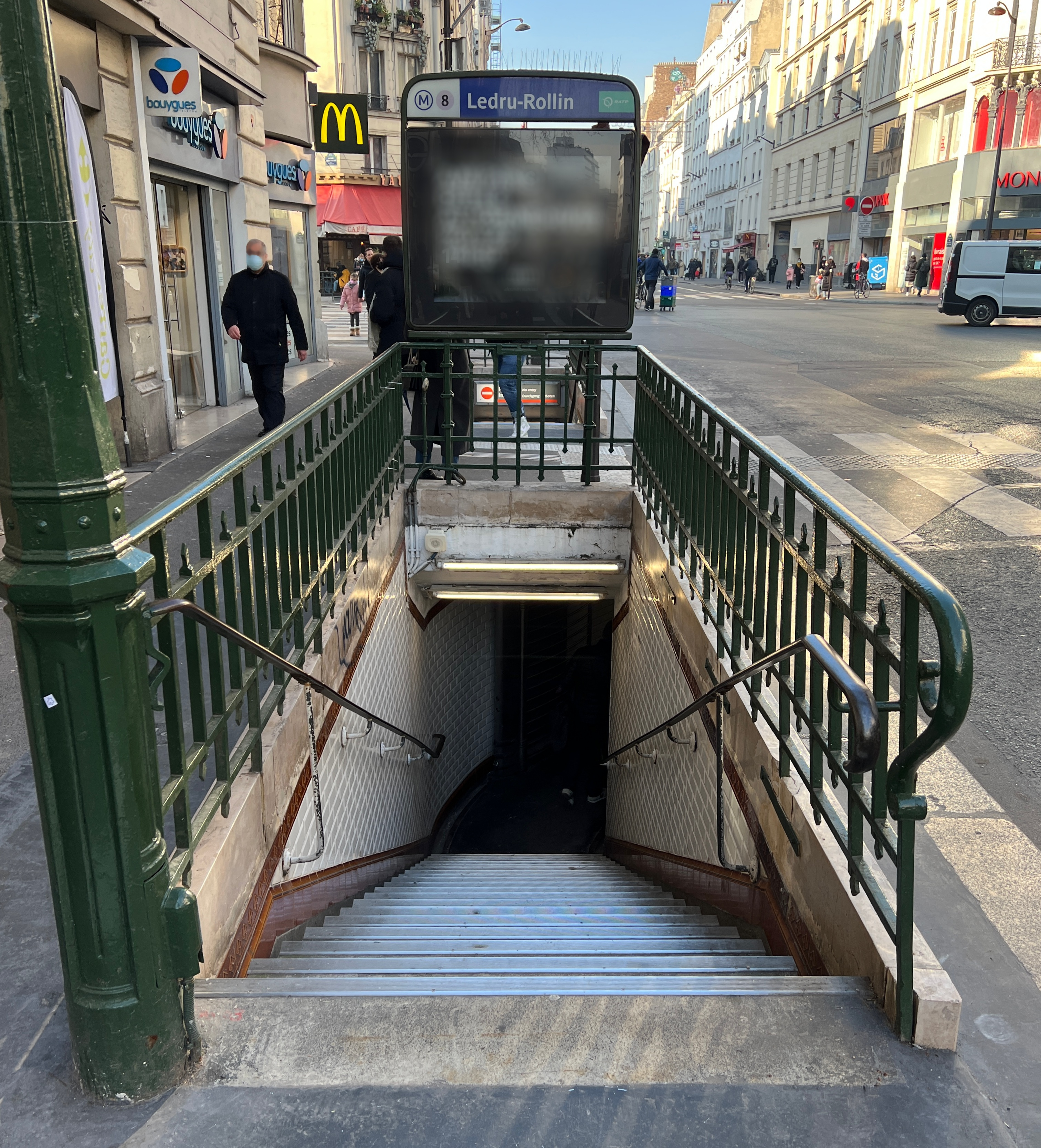
L'accès no 2, « Rue du Faubourg Saint-Antoine ».
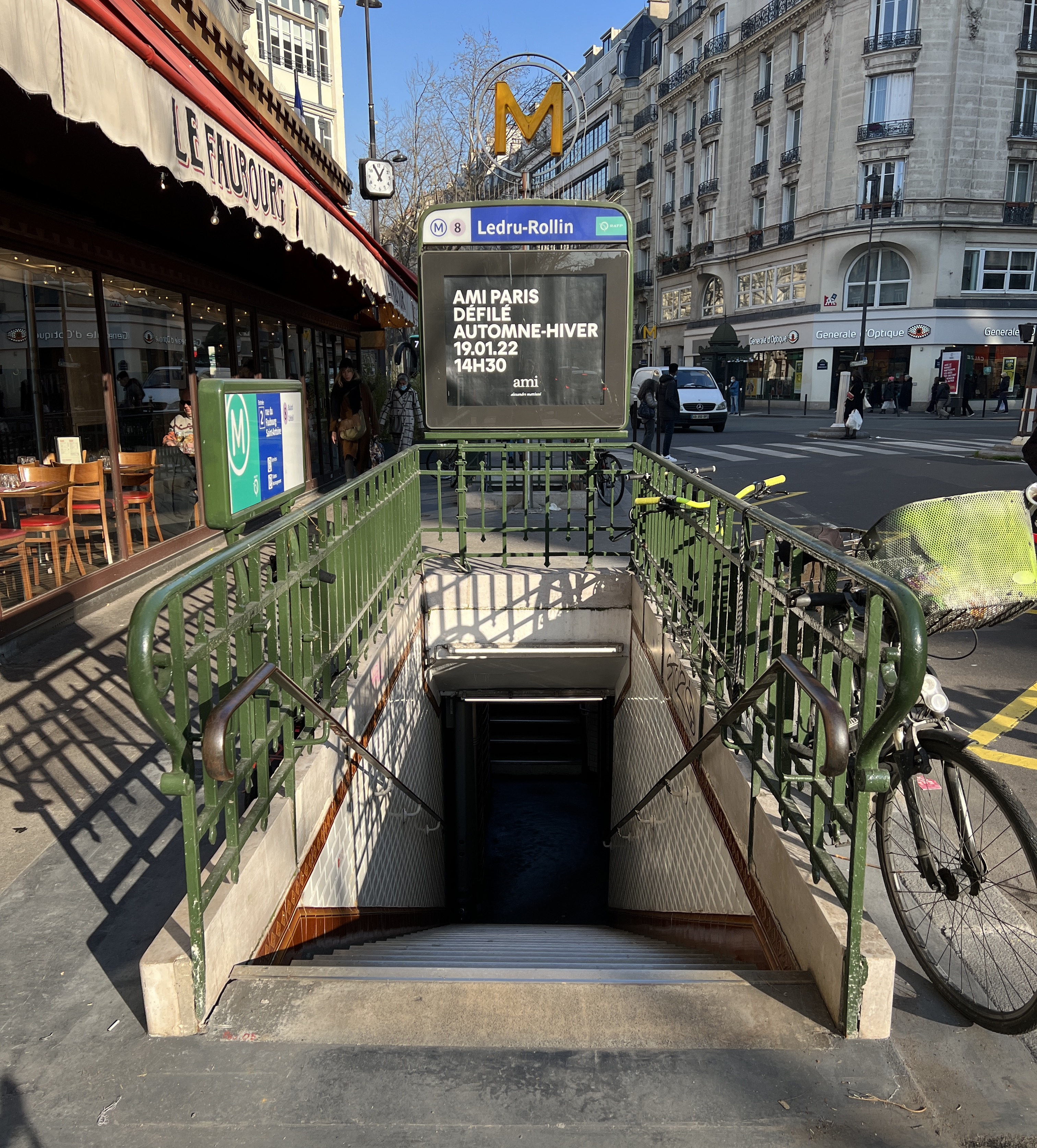
L'accès no 3, « Rue Traversière ».
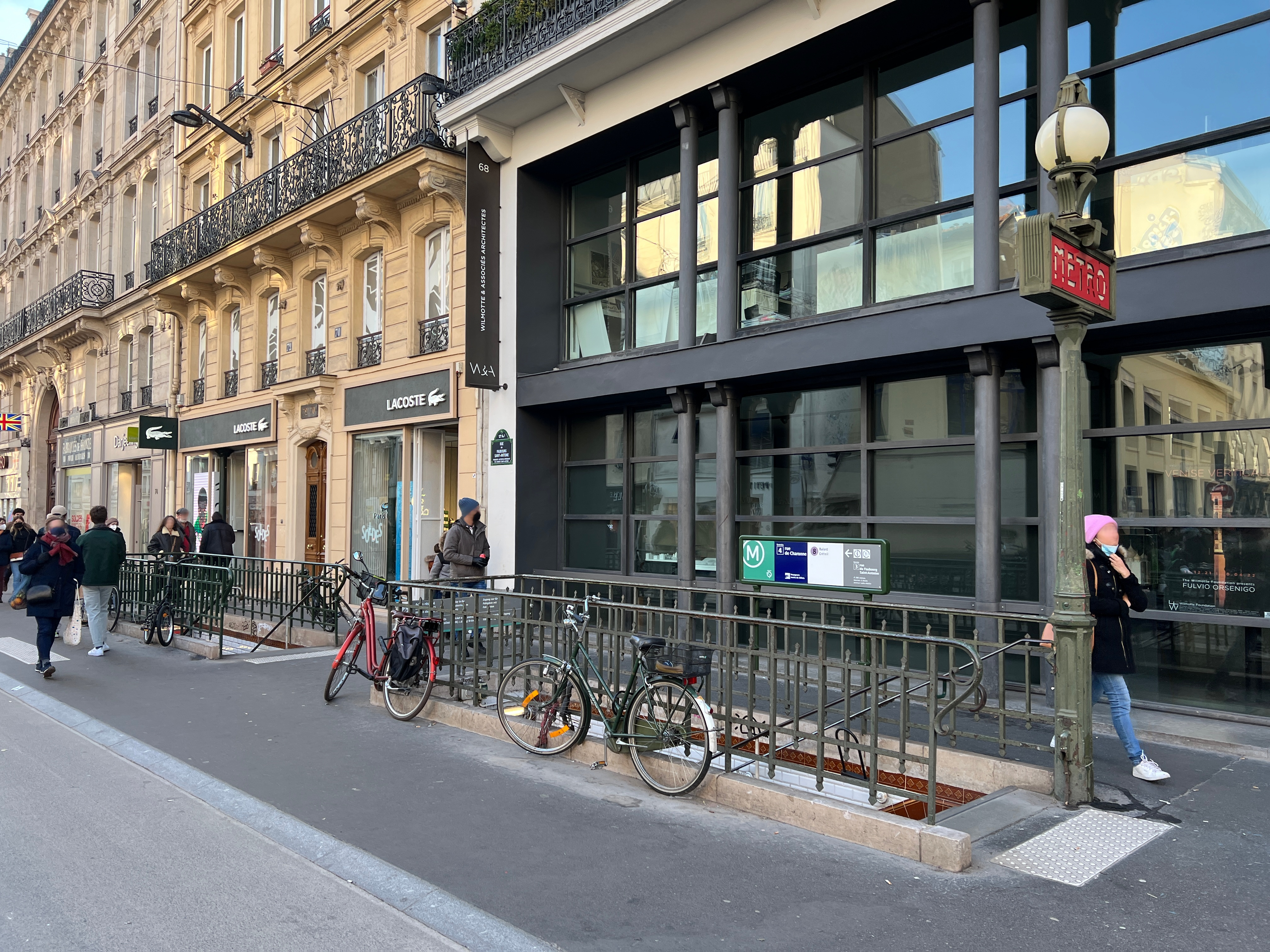
L'accès no 4, « Rue de Charonne ».

### Quais
Ledru-Rollin est une station de configuration standard pour le métro de Paris : elle possède deux quais, d'une longueur de 105 mètres, séparés par les voies du métro situées au centre et la voûte est elliptique. La décoration est de style « Andreu-Motte » avec deux rampes lumineuses bleues, des banquettes traitées en carrelage bleu plat et des sièges « Motte » de même couleur surmontant ces dernières. Ces aménagements sont mariés avec les traditionnels carreaux en céramique blancs biseautés, lesquels recouvrent les piédroits, la voûte, les tympans ainsi que les débouchés des couloirs d'accès et de sortie. Les cadres publicitaires sont en faïence de couleur miel à motifs végétaux et le nom de la station est également incorporé dans la faïence murale, selon le style décoratif d'entre-deux-guerres de la CMP d'origine.

Quais de la station
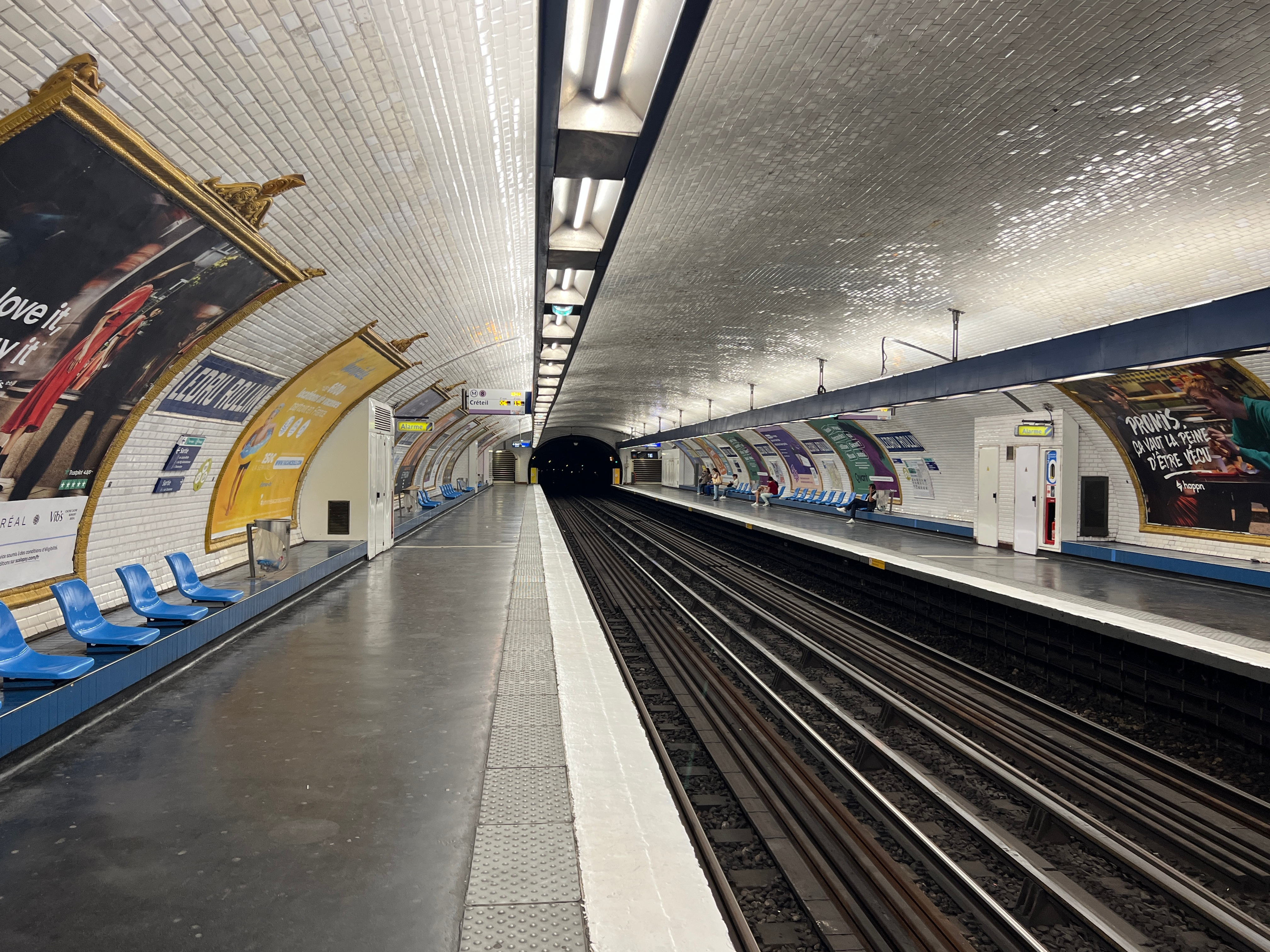
Vue d'ensemble des quais en direction de Balard.
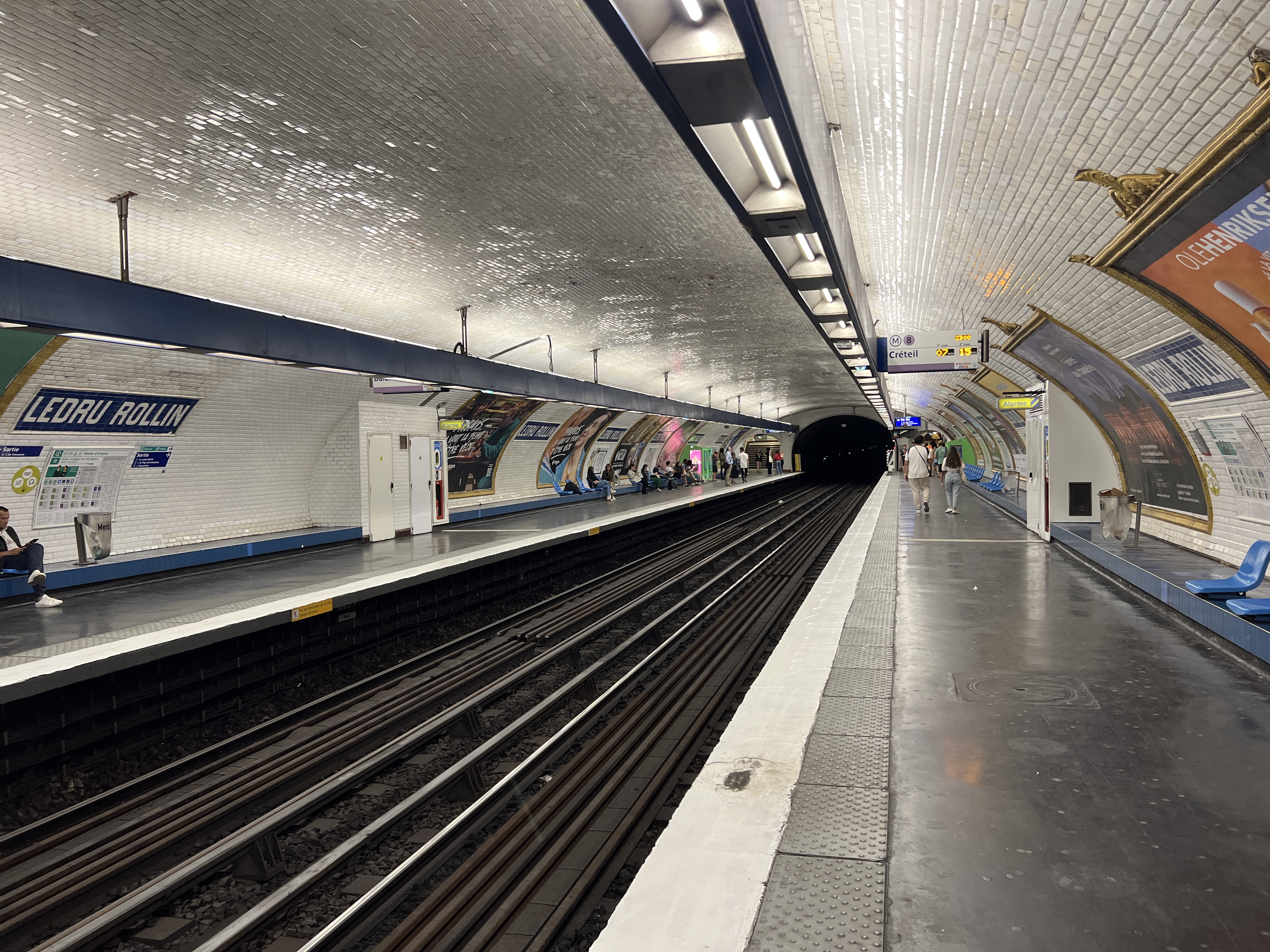
Les quais vus en direction de Pointe du Lac.
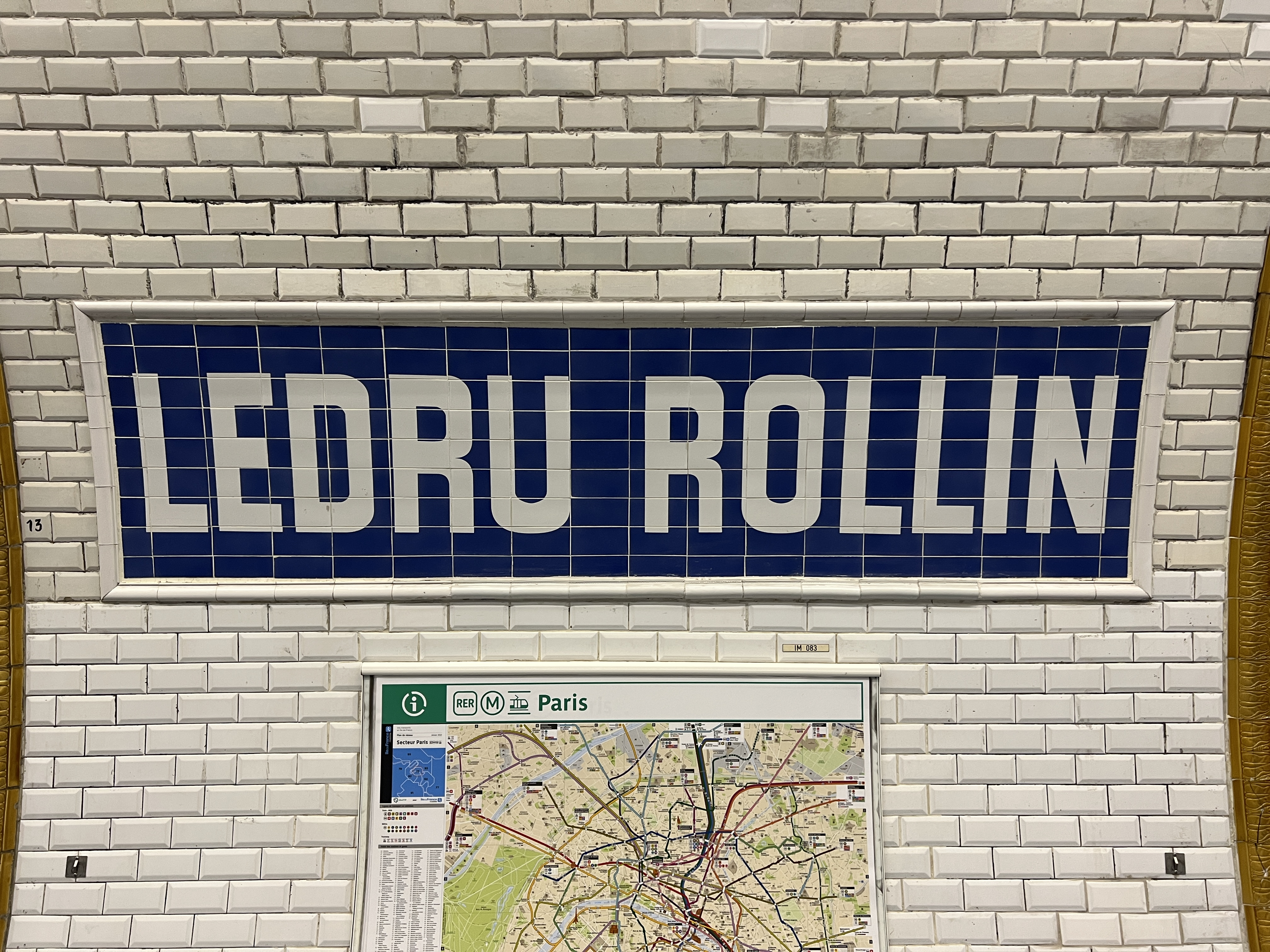
Faïence murale incorporant le nom de la station.

### Intermodalité
La station est desservie par les lignes 61, 76 et 86 du réseau de bus RATP et, la nuit, par les lignes N16 et N34 du réseau Noctilien.

## À proximité
- Quartier d'Aligre
- Square Trousseau
- Place d'Aligre et marché d'Aligre
  - Marché Beauvau
- Le Badaboum
- Rue de Lappe (réputée pour sa vie nocturne)
- Café de la Danse
- Lavoir du marché Lenoir
- Église Saint-Antoine-des-Quinze-Vingts
- Coulée verte René-Dumont